# 1994 en sociologie
| Années de la sociologie : 1991 - 1992 - 1993 - 1994 - 1995 - 1996 - 1997    |
| Décennies de la sociologie : 1960 - 1970 - 1980 - 1990 - 2000 - 2010 - 2020 |

Cet article présente les événements de l'année 1994 dans le domaine de la sociologie.

## Publications

### Livres
- Pierre Bourdieu, Raisons pratiques
- Raymond Boudon, Art of self-persuasion: the social explanation of false beliefs (année de publication en langue anglaise : écrit originellement en 1990)
- Nigel Dodd, The Sociology of Money
- Clifford Geertz, The Uses of Diversity
- Anthony Giddens, Beyond Left and Right
- Deborah Lupton, Medicine as Culture: Illness, Disease and the Body in Western Societies
- Angela McRobbie, Postmodernism and popular culture
- Charles Murray, The Bell Curve
- Viviana Zelizer, The Social Meaning of Money

## Congrès
- XIIIe congrès de l'Association internationale de sociologie à Bielefeld, Allemagne.

## Récompenses
- Charles Tilly, European Revolutions, 1492–1992 : prix européen d'Amalfi pour la sociologie et les sciences sociales (publié en 1993)